# Castoponera
Castoponera is een geslacht van spinnen uit de familie van de loopspinnen (Corinnidae).

## Soorten
- Castoponera ciliata (Deeleman-Reinhold, 1993)
- Castoponera lecythus Deeleman-Reinhold, 2001
- Castoponera scotopoda (Deeleman-Reinhold, 1993)